# Прилукин, Николай Григорьевич
Никола́й Григо́рьевич Прилу́кин (1909—1983) — советский краевед-этнограф, Заслуженный работник культуры Карельской АССР.

## Биография
Родился в крестьянской семье, карел.
Заведовал клубом в посёлке Тукса (1929), заведовал отделом в Петрозаводской публичной библиотеке, служил в советской армии на партийной работе. В конце 1940-х —1950-х годах — пропагандист Олонецкого районного комитета КПСС.
В 1959 году по инициативе Н. Г. Прилукина на основе собранной им коллекции был открыт в Олонце первый районный краеведческий музей этнографических памятников карелам-ливвикам XIX—XX веков. В течение десяти лет Николай Григорьевич — директор созданного им музея. В 1994 году музей получил статус национального.

## Память
В 1999 году Олонецкому национальному музею карелов-ливвиков присвоено имя основателя и первого директора Прилукина Н. Г.

## Сочинения
- Заре навстречу / Н. Г. Прилукин // На фронте мирного труда: воспоминания участников социалистического строительства в Карелии, 1920—1940. — Петрозаводск, 1976. — С. 128—133. — Краткая биографическая справка об авторе: с. 312.